# Strike (Jeremiah)
Pour les articles homonymes, voir Strike.
Strike est le 13e album de la série de bande dessinée Jeremiah, écrit et dessiné par Hermann, paru en 1988.

## Synopsis
Jeremiah et Kurdy arrivent dans une ville dans laquelle sévissent deux passions : le bowling (dans laquelle excelle Jeremiah) et une secte bien implantée.
Jeremiah aidera un partenaire de bowling à délivrer une jeune fille prise dans la secte.